# Огигия
Огигия (на гръцки: Ὠγυγίη или Ὠγυγία) е митичен остров, споменат в Омировата „Одисея“ като дом на нимфата Калипсо, дъщерята на титана Атлас. На него тя задържа Одисей за 7 години по пътя му към родната Итака след края на Троянската война.

## Местоположение
Много древни и съвременни изследователи смятат, че Огигия се е намирала в Йонийско море или в Средиземно море. По-късни интерпретации свързват Огигия и Феакия с потъналата Атлантида. Местни предания, подкрепяни от някои малтийски патриоти, отъждествяват Огигия с Гозо, втория по големина остров в малтийския архипелаг.
Някои учени, изследвали творбата на Омир, предполагат, че Огигия и Схерия се намират в Атлантическия океан. Сред тях са Страбон  и Плутарх. Съвременните учени не са склонни да приемат, че места като Огигия и други, описани от Омир, са съществували реално, и ги приемат само като част от митологията.
В Regno de gli Slavi – големия труд върху историята на славяните, публикуван от Мавро Орбини през 1601 г., се твърди, че град Преслав в Северна България е не друг, а самият древен Огигия. Орбини, който е бил бенедиктински абат, пише, че цар Симеон е построил своята столица Преслав на мястото на древния Огигия.